# إيميت جونز
إيميت جونز هو قسيس كندي، ولد في 3 أبريل 1928 في مونتريال في كندا، وتوفي بنفس المكان في 13 يناير 2018.